# Stephen Hillenburg
Stephen McDannell Hillenburg (n. 21 august 1961, Fort Sill⁠(d), Oklahoma, SUA – d. 26 noiembrie 2018, San Marino⁠(d), California, SUA) a fost un realizator de desene animate și actor de voce american.

## Biografie
Hillenburg s-a născut în data de 21 august 1961 la Lawton, Oklahoma.